# 아카토킷!
아카토킷!(あかときーつ！)은 에스쿠드의 2010년 작 어덜트 게임이다.

## 줄거리
어느날 갑자기 '쿠라야미'라는 존재가 나타나고, 아침이 찾아오지 않게 된다. 사람들은 이들을 물리치기 위해 노력했으나 현 과학력만으로는 부족하여 실패하게 된다. 그리하여 이 세력을 물리치기 위하여 마포소녀를 육성하는 학원이 건립되면서, 주인공은 이 학원에 들어가게 된다...

## 등장인물
- 불의 나유
- 대지의 사야카 : 만능 우수생이지만 만사를 귀찮아 하고 있다. 그리고 타인을 놀리며 반응을 보는 것을 좋아하는 동시에 어린애적인 면도 있다.
- 바람의 마키 : 휴직 아이돌.
- 물의 리리 : 츤데레.
- 암흑의 린코 : 주인공에게 암노예를 자청했다.

## 게임 시스템
타임 테이블에 의한 캐릭터별 커맨드 입력 방식을 사용한다.